# Falla de Huincul

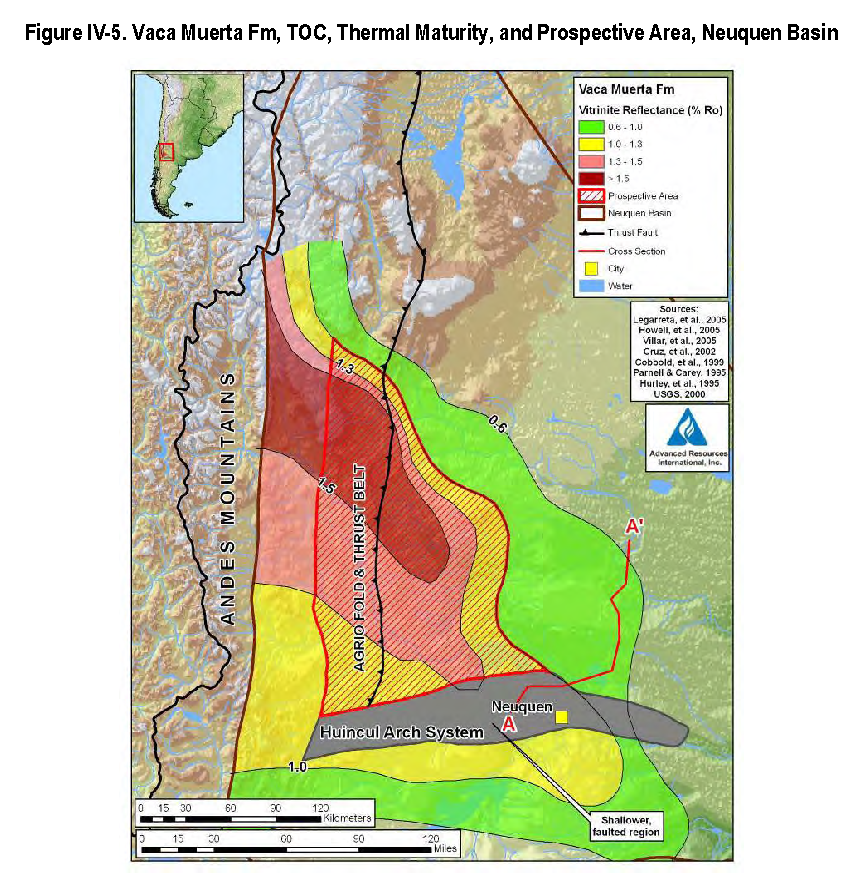
Mapa de la Formación Vaca Muerta en la cuenca de Neuquén. La extensión de las formaciones imita a la de la cuenca. Los colores indican la madurez de los hidrocarburos medida por la reflectancia de vitrinita. Huincul se muestra en gris.

La falla de Huincul es una falla geológica de orientación este-oeste de escala continental en Sudamérica, que se extiende desde la cuenca Neuquina hacia el este hasta la plataforma continental patagónica. Hacia el oeste se ha propuesto que llega incluso hasta la Cordillera de la Costa chilena, pasando a través de los Andes.
En la cuenca de Neuquén, la falla posee una trayectoria ligeramente curva, siendo convexa hacia el norte. Al ser una discontinuidad geológica importante, trunca el orógeno pampeano de orientación norte-sur, entre otras estructuras. Debido a esto, se ha propuesto como el límite geológico norte de la Patagonia.

## Origen y desarrollo
La falla se desarrolla en la zona de sutura entre los terranos de la Patagonia y Gondwana occidental. En un sentido más amplio, la zona de falla de Huincul es un cinturón de deformación y, por lo tanto, es la zona de sutura misma. La primera y principal fase de deformación a lo largo de la zona de falla iniciada en la era toarcianse continuó hasta la era valanginiense antes de desaparecer en la era albiense. El movimiento de desgarre y deslizamiento a lo largo de la falla comenzó en el toarcianse. El vector de tensión principal (es decir, la dirección de compresión) estaba originalmente orientado al noroeste, pero desplazado a lo largo del tiempo al oeste-noroeste. En el Mioceno tardío, la última fase de deformación comenzó con una compresión este-oeste, seguida de una extensión tectónica en tiempos del Plioceno.
Las diferentes etapas de deformación fueron una consecuencia de la sucesiva subducción de las placas de Aluk, Farallón y Nazca debajo de las placas de Gondwana y luego de Sudamérica.

## Estructuras geológicas
Una estructura asociada con la falla, el zócalo o dorsal de Huincul, divide la cuenca de Neuquén en dos partes. La dorsal es una de las características más estudiadas de la cuenca neuquina, dada su importancia para la exploración y producción de hidrocarburos. Tiene una longitud aproximada de 250 a 300 kilómetros (160 a 190 millas). Ha habido varias ideas sobre la naturaleza de esta estructura. En los años 1970 y 1980 se propuso que era una zona de falla transpresiva. Más tarde, Pángaro et al. la describieron como compuesto de medias grabens invertidas. Al este de la ciudad de Neuquén, la falla sigue aproximadamente el curso superior del río Negro. En esta región, a lo largo de la falla se han formado una serie de altos del zócalo y pequeñas cuencas de separación que reflejan un movimiento en el sentido de las agujas del reloj.